# Regenmacher

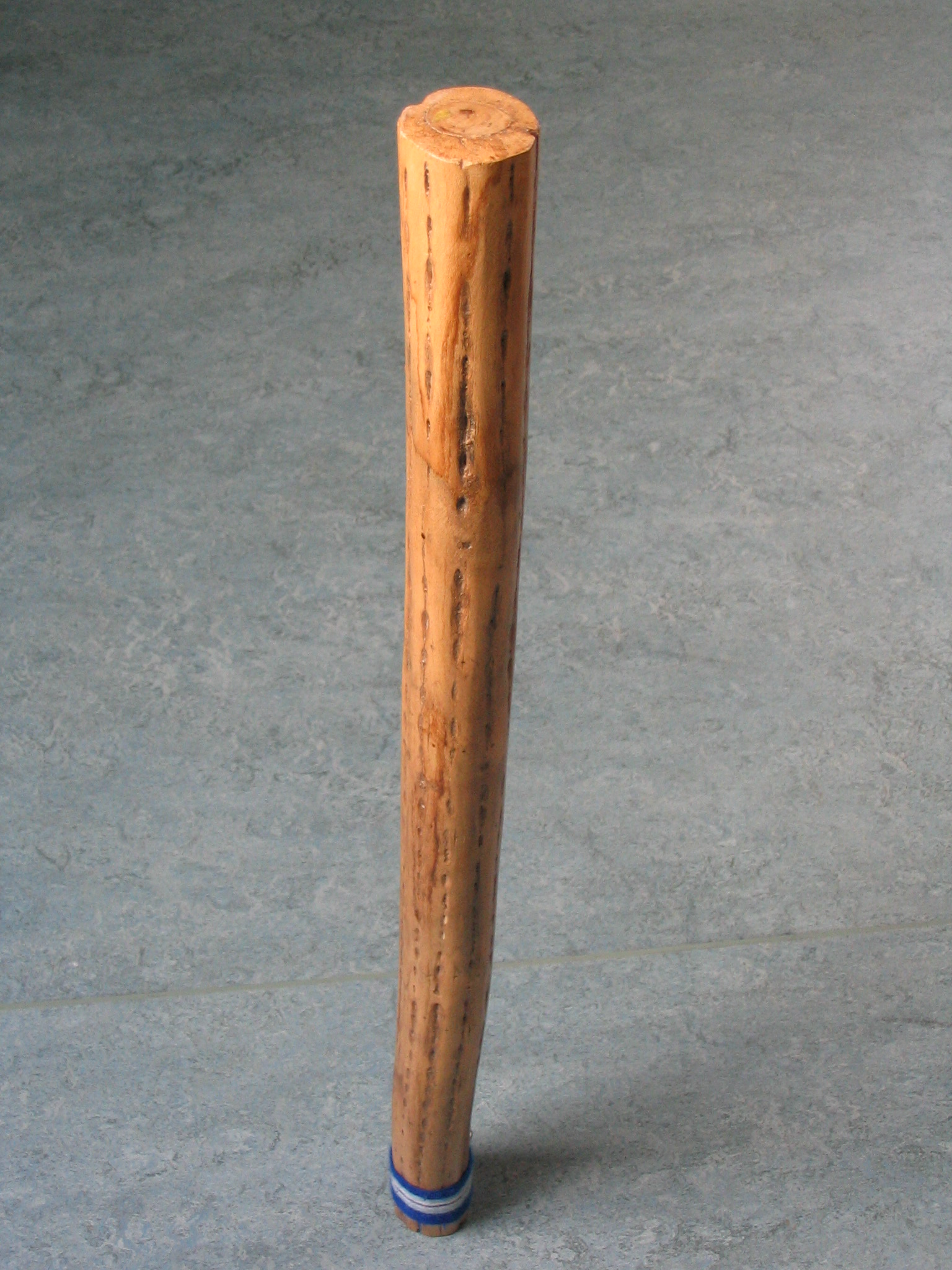
Regenmacher aus Kaktusrohr, ca. 75 cm lang, 5 cm Durchmesser

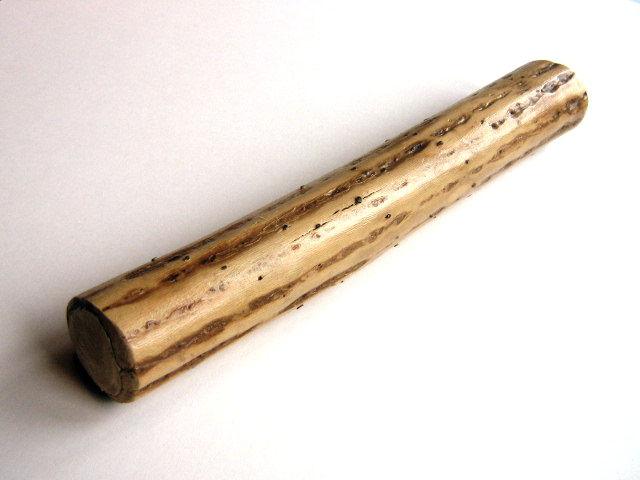
Regenmacher aus Kaktusrohr

Regenmacher oder Regenstab (englisch rainmaker, rainstick, spanisch palo de lluvía) ist eine als Effektinstrument dienende röhrenförmige Gefäßrassel, die ungefähr 25 bis 150 Zentimeter lang ist und rund 4 bis 10 Zentimeter im Durchmesser misst.

## Herkunft
Der Regenmacher stammt ursprünglich aus dem Norden Chiles. Sein Ursprung ist das sehr trockene Atacama-Gebiet, wo er erstmals von den Diaguitas-Indianern im  Elquital gebaut und für Regenzeremonien eingesetzt wurde.

## Bauform
Der Regenmacher wird aus dem Copado-Kaktus hergestellt. Es werden nur abgestorbene Kakteen verwendet, die schon verholzt sind. Die Dornen werden in das Innere des Kaktus getrieben. Dann wird der Regenmacher mit kleinen Kieseln gefüllt und an beiden Enden verschlossen. 
Moderne Varianten des Instruments werden auch aus Bambus oder Kunststoff hergestellt und mit Rasselkörpern aus verschiedenen Materialien gefüllt, um verschiedene Klangeffekte zu erreichen.
Der Regenmacher gehört zu den mittelbar geschlagenen Idiophonen. Eine gewisse Ähnlichkeit besteht zur Nagelgeige, einem Streichidiophon, bei dem sich außen am Resonanzkörper eine Reihe Nägel befindet, die mit einem Bogen gestrichen werden.

## Spielweise
Dreht man den Regenmacher um, fallen die kleinen Kieselsteine von einem Stachel zum nächsten. Dadurch entsteht ein angenehmes, gleichmäßiges Geräusch, das an fließendes Wasser bzw. an das Rauschen dicker Regentropfen erinnert. Während in Südamerika die Medizinmänner mit dem leise rauschenden Klang des Regenmachers den ersehnten Regen herbeilocken wollten, erfreut man sich in der übrigen Welt an dem angenehmen Klang mit der beruhigenden Wirkung.
Das Klangspektrum reicht vom feinen zarten Nieselregen bis zum mächtigen Rauschen eines Platzregens. Es „regnet“ umso ausdauernder, je länger der Regenmacher ist und je mehr Stacheln den Weg der Kiesel aufhalten. Kurze Varianten werden auch als schnell zu schüttelnde Rhythmusinstrumente eingesetzt.
Hörbeispiel:  Speichern | Informationen